# Norvegia la Jocurile Olimpice de vară din 2012
Norvegia a participat la Jocurile Olimpice de vară din 2012 din Londra, Regatul Unit în perioada 27 iulie - 12 august 2012, cu o delegație de 66 de sportivi care a concurat la 14 de sporturi. S-a aflat pe locul 35 în clasamentul pe medalii.

## Medaliați
| Medalie | Nume | Sport       | Probă                    |
| ------- | --- | ----------- | ------------------------ |
| 1       | Kari Aalvik Grimsbø Ida Alstad Heidi Løke Tonje Nøstvold Karoline Dyhre Breivang Kristine Lunde-Borgersen Kari Mette Johansen Marit Malm Frafjord Linn Jørum Sulland Katrine Lunde Haraldsen Linn-Kristin Riegelhuth Koren Gøril Snorroeggen Amanda Kurtović Camilla Herrem (Karoline Næss) | Handbal     | Feminin                  |
| 1       | Eirik Verås Larsen | Caiac-canoe | K-1 1000 m               |
| 2       | Bartosz Piasecki | Scrimă      | Spadă masculin           |
| 3       | Alexander Kristoff | Ciclism     | Cursa masculină pe șosea |

|  | Acest articol despre sport este un ciot. Puteți ajuta Wikipedia prin completarea lui! |